# Gmina Wola Uhruska
Die Gmina Wola Uhruska ist eine Landgemeinde im Powiat Włodawski der Woiwodschaft Lublin in Polen. Ihr Sitz ist das gleichnamige Dorf mit etwa 1600 Einwohnern.

## Gliederung
Zur Landgemeinde (gmina wiejska) Wola Uhruska gehören folgende 16 Ortschaften mit einem Schulzenamt:
Bytyń
Józefów
Kosyń
Macoszyn Duży
Majdan Stuleński
Mszanka
Mszanna
Mszanna-Kolonia
Piaski
Potoki
Siedliszcze
Stanisławów
Stulno
Uhrusk
Wola Uhruska
Zbereże
Weitere Orte der Gemeinde sind:
Folwark
Huta
Łan
Małoziemce
Nadbużanka
Piaski Uhruskie
Przymiarki
Sołtysy
Stara Wieś
Stare Stulno
Zagóra
Zagrzędy
Zastawie